# Ložín
 Ložín je obec na Slovensku. Nachází se v Košickém kraji, v okrese Michalovce. Obec má rozlohu 8,25 km² a leží v nadmořské výšce 119 m. V roce 2011 v obci žilo 806 obyvatel. První písemná zmínka o obci pochází z roku 1227.

## Významní rodáci
V roce 1939 se zde narodil Štefan Povchanič, slovenský vysokoškolský pedagog a překladatel z francouzského jazyka.